# Aquädukt Mödling

„Aquädukt von Mödling“

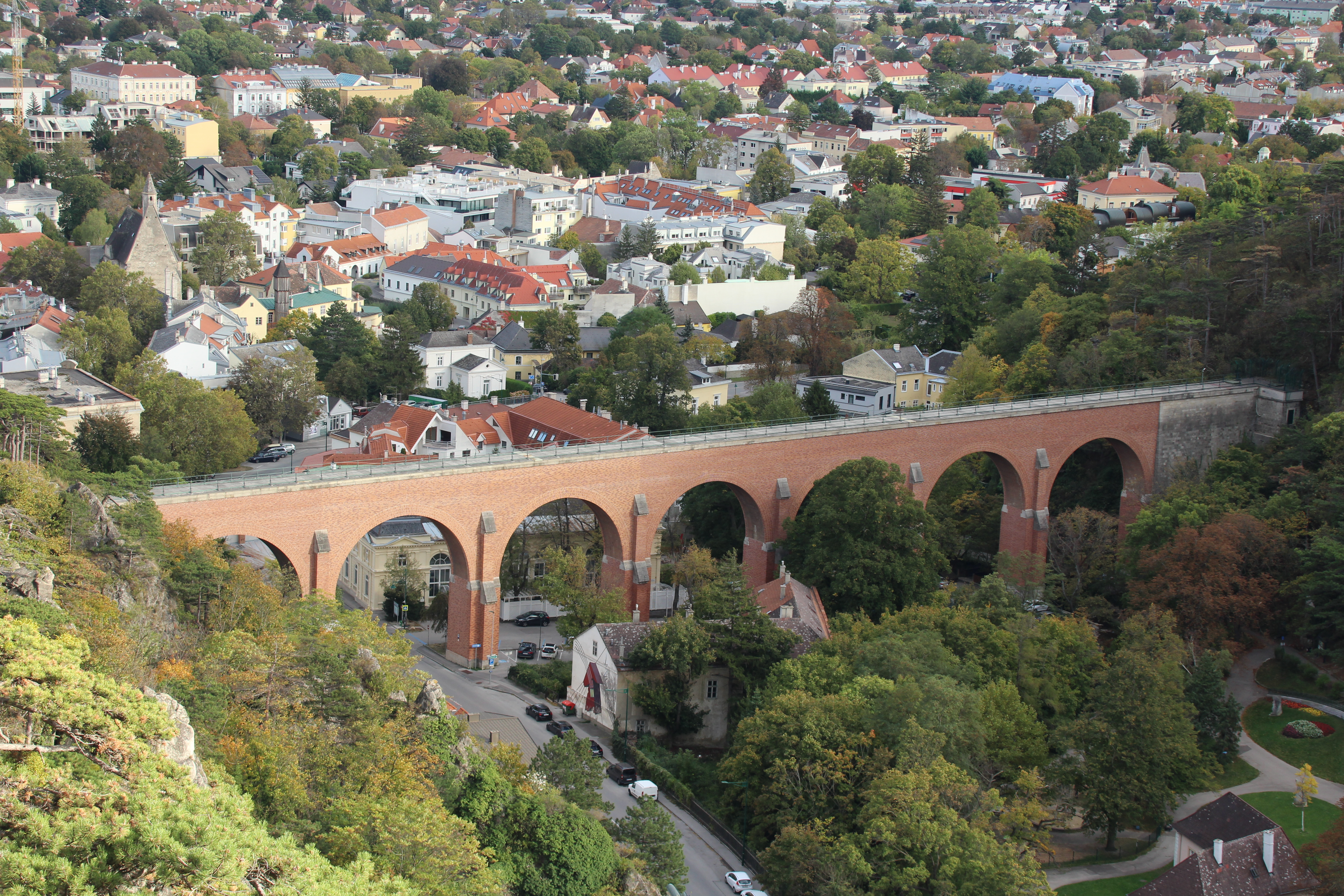
Aquädukt Mödling

Der Aquädukt Mödling ist ein denkmalgeschütztes Bauwerk der Wiener Wasserversorgung im Verlauf der I. Wiener Hochquellenwasserleitung in Mödling (Niederösterreich).

## Beschreibung
Der 1870 begonnene und am 14. November 1872 fertiggestellte Aquädukt Mödling ist eine 190 Meter (100 Wiener Klafter) lange Talübersetzung über den Mödlingbach und einen Teil der Stadt selbst. Die lichte Höhe beträgt ungefähr 24 Meter und die größte Gesamthöhe etwa 28 Meter.
Das Tal wird mit sieben Bogenstellungen mit je rund 17 Metern Spannweite überspannt, wobei die die äußersten Bogenstellungen direkt an den Felswänden angelehnt sind. An beide Enden des Aquädukts schließen unmittelbar die Wasserleitungsstollen der I. Hochquellenwasserleitung an.

### Generalsanierung zwischen 1999 und 2004
Zwischen 1999 und 2004 wurde der Aquädukt Mödling nach einer in Absprache mit dem Bundesdenkmalamt von der MA 31 – Wiener Wasserwerke entwickelten Methode generalsaniert. Nach der Instandsetzung des Gewölbes wurde das geschädigte Mauerwerk mittels eines Diamantseils an der Außenseite in einer Dicke von rund 15 Zentimetern vom Aquädukt abgetrennt und durch ein neu aufgebautes Vorblendmauerwerk aus frostbeständigen Klinkerziegeln im Alt-Wiener Format ersetzt.
Nach der gleichen Methode wurde bis Oktober 2006 auch der Aquädukt Speising in Liesing saniert.